# Марион, Джордж (младший)
Джордж Марион (младший) (англ. George Marion Jr., 30 августа 1899 — 25 февраля 1968) — американский сценарист. Родился в Бостоне в семье актёра Джорджа Ф. Мариона. В период с 1925 по 1940 год написал сценарии для 106 кинокартин. В 1929 году был выдвинут на премию «Оскар» в номинации лучшие титры, причем номинация не была связана с конкретным фильмом. Скончался в Лос-Анджелесе от сердечного приступа.